# Humbarg (Niedzicki)
Humbarg, Hombark, Hombark Niedzicki – kopulasty szczyt w Pieninach Spiskich. Nie znajduje się w ich grani głównej, lecz stanowi południowe ramię Cisówki. Jest całkowicie porośnięty lasem i nie prowadzi przez niego żaden szlak turystyczny, ale na północ od niego przez Cisówkę przebiega czerwony szlak grzbietem Pienin Spiskich. Hombark z trzech stron otoczony jest polami uprawnymi Niedzicy, jego podnóża przebiegają wzdłuż poziomicy 580 m. Odwadniające go potoki (od zachodu Dopustny Potok, od wschodu potok bez nazwy) uchodzą do Niedziczanki.
Hombark znajduje się w granicach wsi Niedzica, w województwie małopolskim, w powiecie nowotarskim, w gminie Łapsze Niżne. W okolicach Pienin liczne jest nazewnictwo niemieckie, według Józefa Nyki nazwa Hombark też nadana została najprawdopodobniej przez dawnych osadników niemieckich. W języku niemieckim Hom oznacza kopę, Berg szczyt lub brzeg. Stanisław Figiel nieco inaczej jednak tłumaczy tę nazwę. Według niego pochodzi ona od słowiańskiego słowa hełm i niemieckiego Berg. W południowo-wschodniej części Pienin Spiskich znajduje się jeszcze drugi szczyt o tej samej nazwie, Hombarkami miejscowa ludność nazywała też dawniej całe Pieniny Spiskie.

## Przypisy

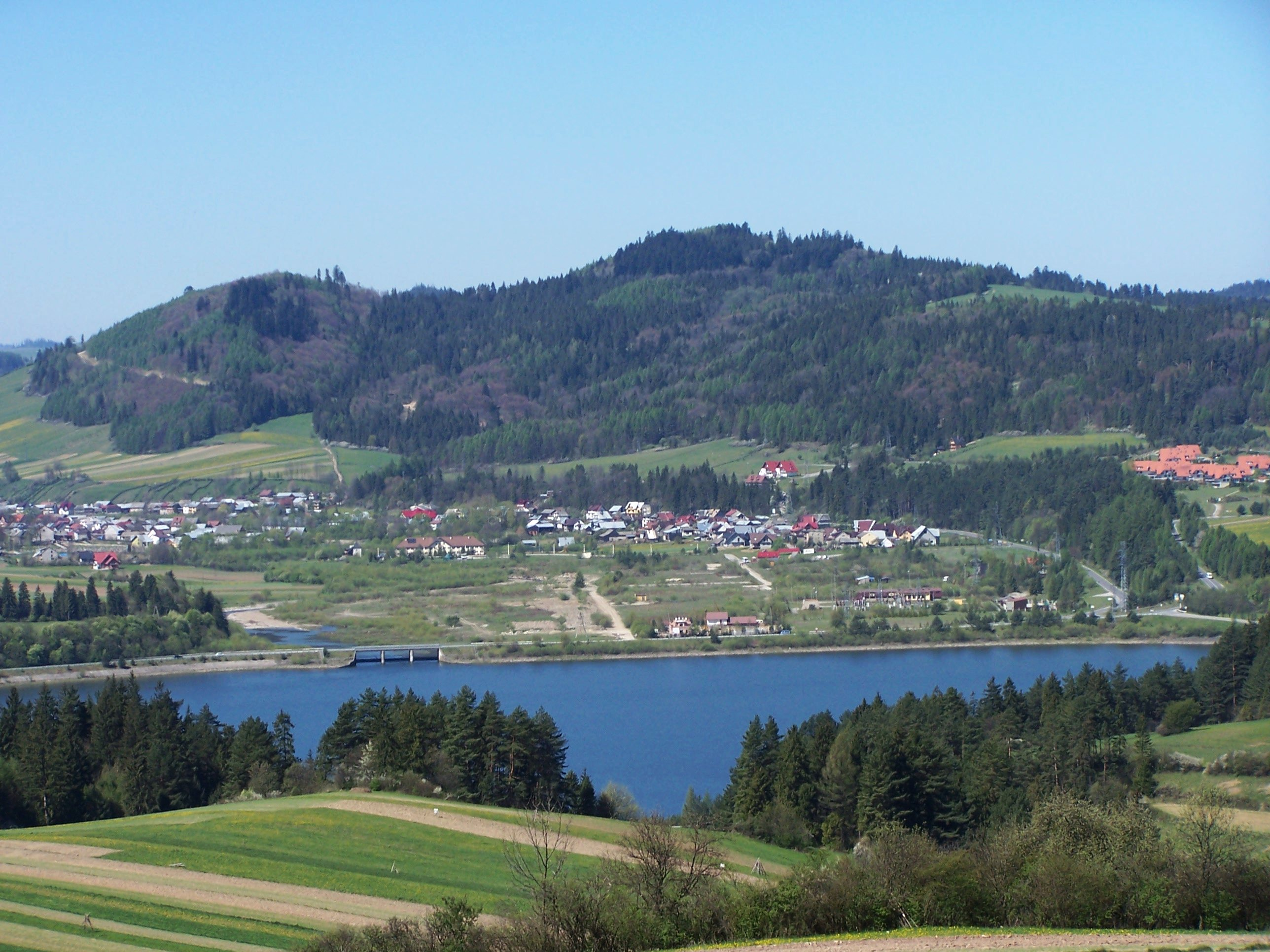
Niedzica, Hombark i Cisówka, widok z Pienin Czorsztyńskich. W dole Jezioro Sromowskie